# Pultenaea aristata
Pultenaea aristata är en ärtväxtart som beskrevs av Dc. Pultenaea aristata ingår i släktet Pultenaea och familjen ärtväxter. Inga underarter finns listade i Catalogue of Life.